# Danh sách phim điện ảnh Việt Nam thập niên 1970
Danh sách phim điện ảnh Việt Nam thập niên 1970 bao gồm phim sản xuất tại Việt Nam, phim sản xuất tại nước ngoài nhưng có sự tham gia của người Việt, nội dung chủ yếu xoay quanh các vấn đề của người Việt được ra mắt lần đầu tiên trong thập niên 1970.

## Phim truyện

### Năm 1970
| Phim               | Đạo diễn                        | Kịch bản            | Sản xuất                    | Quốc gia          | Chú               | Ref         |
| ------------------ | ------------------------------- | ------------------- | --------------------------- | ----------------- | ----------------- | ----------- |
| Bức tranh để lại   | Nguyễn Thụ                      | Dương Linh          | Xưởng phim Hà Nội           | Việt Nam          |                   | [ 1 ]       |
| Chị Nhung          | Nguyễn Đức Hinh, Đặng Nhật Minh | Hồng Lực, Duy Cương | Xưởng phim Hà Nội           | Việt Nam          | [ i ] [ a ] [ b ] | [ 2 ] [ 3 ] |
| Ga                 | Trần Đắc                        | Trần Kim Thành      | Xưởng phim Hà Nội           | Việt Nam          |                   | [ 4 ] [ 5 ] |
| Không phải tại tôi | Nguyễn Đỗ Ngọc                  | Nguyễn Trung Giáp   | Xưởng phim Hà Nội           | Việt Nam          | [ A ]             | [ 6 ]       |
| Luống khoai xanh   | Bắc Xuyên                       | Trương Trạch Anh    | Xưởng phim Hà Nội           | Việt Nam          |                   | [ 7 ]       |
| Mùa than           | Huy Thành                       | Huy Thành           | Xưởng phim Hà Nội           | Việt Nam          | [ B ]             | [ 8 ] [ 9 ] |
| Chân trời tím      | Lê Hoàng Hoa                    | Mai Thảo            | Trung tâm Quốc gia Điện ảnh | Việt Nam Cộng hòa | [ ii ] [ c ]      | [ 10 ]      |
| Giã từ bóng tối    | Lê Quỳnh                        | Lan Việt            | Trung tâm Quốc gia Điện ảnh | Việt Nam Cộng hòa |                   | [ 11 ]      |
| Chiều kỷ niệm      | Lê Mộng Hoàng                   |                     | Việt Nam Films              | Việt Nam Cộng hòa |                   | [ 12 ]      |
| Nàng               | Lê Mộng Hoàng                   | Xuân Phượng         | Việt Nam Films              | Việt Nam Cộng hòa | [ iii ]           | [ 13 ]      |
| Xin đừng bỏ em     | Lê Mộng Hoàng                   | Trần Quốc Bình      | Thăng Long Điện ảnh         | Việt Nam Cộng hòa |                   | [ 14 ]      |
| Gác chuông nhà thờ | Lê Hoàng Hoa                    |                     | Sống Phim                   | Việt Nam Cộng hòa |                   | [ 15 ]      |
| Lá rừng            |                                 | Phạm Lợi            | Việt Nam Á Châu Điện ảnh    | Việt Nam Cộng hòa |                   | [ 16 ]      |
| Loan mắt nhung     | Lê Dân                          | Nguyễn Thụy Long    | Cosunam Films               | Việt Nam Cộng hòa | [ iv ]            | [ 17 ]      |

### Năm 1971
| Phim                       | Đạo diễn       | Kịch bản                | Sản xuất          | Quốc gia          | Chú         | Ref    |
| -------------------------- | -------------- | ----------------------- | ----------------- | ----------------- | ----------- | ------ |
| Đường về quê mẹ            | Bùi Đình Hạc   | Bành Châu, Bùi Đình Hạc | Xưởng phim Hà Nội | Việt Nam          | [ d ] [ e ] | [ 18 ] |
| Không nơi ẩn nấp           | Phạm Kỳ Nam    | Lê Tri Kỷ               | Xưởng phim Hà Nội | Việt Nam          | [ a ]       | [ 19 ] |
| Người cộng sản trẻ tuổi    | Vũ Phạm Từ     | Đào Công Vũ, Vũ Phạm Từ | Xưởng phim Hà Nội | Việt Nam          | [ a ]       | [ 20 ] |
| Trần Quốc Toản ra quân     | Bạch Diệp      | Hoài Giao               | Xưởng phim Hà Nội | Việt Nam          | [ f ] [ C ] | [ 21 ] |
| Truyện vợ chồng anh Lực    | Trần Vũ        | Vũ Lê Mai               | Xưởng phim Hà Nội | Việt Nam          | [ d ]       | [ 22 ] |
| Điệu ru nước măt           | Lê Hoàng Hoa   |                         |                   | Việt Nam Cộng hòa |             | [ 23 ] |
| Người tình không chân dung | Hoàng Vĩnh Lộc | Hoàng Vĩnh Lộc          | Giao Chỉ Phim     | Việt Nam Cộng hòa |             | [ 24 ] |
| Như hạt mưa sa             | Bùi Sơn Duân   | Ngọc Linh               | Việt Ảnh          | Việt Nam Cộng hòa |             | [ 25 ] |

### Năm 1972
| Phim                    | Đạo diễn       | Kịch bản                 | Sản xuất                   | Quốc gia          | Chú               | Ref    |
| ----------------------- | -------------- | ------------------------ | -------------------------- | ----------------- | ----------------- | ------ |
| Người đôi bờ            | Huy Thành      | Huy Thành, Vũ Lê Mai     | Xưởng Phim truyện Việt Nam | Việt Nam          |                   | [ 26 ] |
| Sau cơn bão             | Phạm Văn Khoa  | Duy Cương                | Xưởng Phim truyện Việt Nam | Việt Nam          |                   | [ 27 ] |
| Vĩ tuyến 17 ngày và đêm | Hải Ninh       | Hải Ninh, Hoàng Tích Chỉ | Xưởng Phim truyện Việt Nam | Việt Nam          | [ f ] [ g ]       | [ 28 ] |
| Bão tình                | Lưu Bạch Đàn   |                          | Trùng Dương Films          | Việt Nam Cộng hòa | [ D ]             | [ 29 ] |
| Người cô đơn            | Hoàng Thi Thơ  |                          | Trùng Dương Films          | Việt Nam Cộng hòa |                   | [ 10 ] |
| Lan và Điệp             | Lê Dân         |                          |                            | Việt Nam Cộng hòa |                   | [ 30 ] |
| Nhà tôi                 | Lê Dân         | Lê Dân                   | Lidac Films                | Việt Nam Cộng hòa | [ v ] [ E ] [ h ] | [ 32 ] |
| Sau giờ giới nghiêm     | Lê Dân         |                          |                            | Việt Nam Cộng hòa |                   | [ 30 ] |
| Như giọt sương khuya    | Bùi Sơn Duân   |                          |                            | Việt Nam Cộng hòa |                   | [ 25 ] |
| Sóng tình               | Đinh Xuân Hòa  | Nguyễn Đình Thiều        | Việt Nam Films, Asia Films | Việt Nam Cộng hòa |                   |        |
| Xa lộ không đèn         | Hoàng Anh Tuấn | Hoàng Anh Tuấn           | Rạng Đông Films            | Việt Nam Cộng hòa |                   | [ 33 ] |

### Năm 1973
| Phim                       | Đạo diễn            | Kịch bản                 | Sản xuất                   | Quốc gia          | Chú     | Ref    |
| -------------------------- | ------------------- | ------------------------ | -------------------------- | ----------------- | ------- | ------ |
| Bài ca ra trận             | Trần Đắc            | Hồng Lực, Trần Đắc       | Xưởng Phim truyện Việt Nam | Việt Nam          | [ i ]   | [ 34 ] |
| Độ dốc                     | Lê Đăng Thực        | Trần Kim Thành           | Xưởng Phim truyện Việt Nam | Việt Nam          |         | [ 35 ] |
| Hoa thiên lý               | Bùi Đình Hạc        | Bành Châu                | Xưởng Phim truyện Việt Nam | Việt Nam          | [ F ]   | [ 37 ] |
| Những ngôi sao biển        | Đặng Nhật Minh      | Đặng Nhật Minh           | Xưởng Phim truyện Việt Nam | Việt Nam          | [ vi ]  | [ 38 ] |
| Người về đồng cói          | Bạch Diệp           | Bạch Diệp, Lê Lựu        | Xưởng Phim truyện Việt Nam | Việt Nam          | [ vii ] | [ 39 ] |
| Chiếc bóng bên đường       | Nguyễn Văn Tường    |                          | Kim Cương Films            | Việt Nam Cộng hòa |         | [ 40 ] |
| Con ma nhà họ Hứa          | Lê Hoàng Hoa        | Nguyễn Thành Châu        | Dạ Lý Hương Films          | Việt Nam Cộng hòa |         | [ 25 ] |
| Hè muộn                    | Đặng Trần Thức      | Đặng Trần Thức           | Giao Chỉ Phim              | Việt Nam Cộng hòa | [ j ]   |        |
| Nắng chiều                 | Lê Mộng Hoàng       | Tuần Trọng, La Thoại Tân | LIDO Films, Foo Hwa Films  | Việt Nam Cộng hòa |         | [ 41 ] |
| Tứ quái Sài Gòn            | La Thoại Tân        |                          | LIDO Films                 | Việt Nam Cộng hòa |         | [ 15 ] |
| Điệp vụ tìm vàng (S.T.A.B) | Chalong Pakdeevijit | Andre Morgan             |                            | Thái Lan          |         |        |

### Năm 1974
| Phim                 | Đạo diễn                 | Kịch bản                     | Sản xuất                   | Quốc gia          | Chú            | Ref    |
| -------------------- | ------------------------ | ---------------------------- | -------------------------- | ----------------- | -------------- | ------ |
| Dòng sông âm vang    | Nguyễn Đỗ Ngọc           | Phan Vũ                      | Xưởng Phim truyện Việt Nam | Việt Nam          |                | [ 42 ] |
| Đến hẹn lại lên      | Trần Vũ                  | Bành Bảo, Đan Hoàn           | Xưởng Phim truyện Việt Nam | Việt Nam          | [ k ] [ l ]    | [ 43 ] |
| Em bé Hà Nội         | Hải Ninh                 | - Hoàng Tích Chỉ - Hải Ninh  | Xưởng Phim truyện Việt Nam | Việt Nam          | [ k ] [ m ]    | [ 44 ] |
| Người con gái Đất Đỏ | Vũ Phạm Từ               | Ngọc Truyền                  | Xưởng Phim truyện Việt Nam | Việt Nam          |                | [ 45 ] |
| Quan âm thị Kính     | Bắc Xuyên, Phạm Văn Khoa | Hoài Giao                    | Xưởng Phim truyện Việt Nam | Việt Nam          | [ C ] [ viii ] | [ 46 ] |
| Quê nhà              | Nguyễn Ngọc Trung        | Phù Thăng, Nguyễn Ngọc Trung | Xưởng Phim truyện Việt Nam | Việt Nam          | [ i ]          | [ 47 ] |
| Đất khổ              | Hà Thúc Cần              | Hà Thúc Cần                  | Film Viet                  | Việt Nam Cộng hòa | [ ix ]         | [ 48 ] |
| Hoa mới nở           | Lê Dân                   |                              |                            | Việt Nam Cộng hòa | [ x ] [ G ]    | [ 49 ] |
| Năm vua hề về làng   | Lê Mộng Hoàng            |                              |                            | Việt Nam Cộng hòa |                | [ 50 ] |
| Trường tôi           | Lê Dân                   | Lê Dân                       | Lidac Films, Tân Dân Films | Việt Nam Cộng hòa | [ n ]          | [ 51 ] |
| Xóm tôi              | Lê Dân                   |                              |                            | Việt Nam Cộng hòa | [ o ]          | [ 51 ] |

### Năm 1975
| Phim             | Đạo diễn                       | Kịch bản             | Sản xuất                   | Quốc gia          | Chú          | Ref    |
| ---------------- | ------------------------------ | -------------------- | -------------------------- | ----------------- | ------------ | ------ |
| Hai người mẹ     | Nguyễn Khắc Lợi, Trần Đình Thọ | Cầm Kỷ               | Xưởng Phim truyện Việt Nam | Việt Nam          | [ p ]        | [ 52 ] |
| Kén rể           | Phạm Văn Khoa, Nông Ích Đạt    | Duy Cương            | Xưởng Phim truyện Việt Nam | Việt Nam          |              | [ 53 ] |
| Tấm Cám          | Nguyễn Xuân Chân               | Lưu Quang Thuận      | Xưởng Phim truyện Việt Nam | Việt Nam          | [ C ] [ xi ] | [ 54 ] |
| Vùng trời        | Huy Thành                      | Huy Thành, Kim Thành | Xưởng Phim truyện Việt Nam | Việt Nam          | [ xii ]      | [ 55 ] |
| Giỡn mặt tử thần | Đỗ Tiến Đức                    |                      |                            | Việt Nam Cộng hòa |              | [ 56 ] |

### Năm 1976
| Phim                  | Đạo diễn          | Kịch bản                 | Sản xuất                   | Quốc gia | Chú            | Ref    |
| --------------------- | ----------------- | ------------------------ | -------------------------- | -------- | -------------- | ------ |
| Cô gái và anh lái xe  | Nông Ích Đạt      | Tô Thi                   | Xưởng Phim truyện Việt Nam | Việt Nam |                | [ 57 ] |
| Đứa con nuôi          | Nguyễn Khánh Dư   | Nguyễn Khải, Nguyễn Hạnh | Xưởng Phim truyện Việt Nam | Việt Nam | [ p ]          | [ 58 ] |
| Ngày lễ Thánh         | Bạch Diệp         | Bạch Diệp                | Xưởng Phim truyện Việt Nam | Việt Nam | [ xiii ] [ q ] | [ 52 ] |
| Quyển vở sang trang   | Nguyễn Ngọc Trung | Trúc Lâm                 | Xưởng Phim truyện Việt Nam | Việt Nam | [ p ]          | [ 60 ] |
| Sao tháng Tám         | Trần Đắc          | Đào Công Vũ, Trần Đắc    | Xưởng Phim truyện Việt Nam | Việt Nam | [ r ]          | [ 61 ] |
| Thanh gươm cô Đô Đốc  | Phạm Văn Khoa     | Thùy Linh, Hoàng Yến     | Xưởng Phim truyện Việt Nam | Việt Nam | [ p ] [ H ]    | [ 62 ] |
| Cô Nhíp               | Khương Mễ         | Nguyễn Trí Việt          | Đài truyền hình Tp.HCM     | Việt Nam | [ q ]          | [ 63 ] |
| Ngày tàn của Bạo Chúa | Vũ Sơn, Chi Lăng  | Lê Duy Hạnh              | Xưởng phim tổng hợp Tp.HCM | Việt Nam | [ q ]          | [ 64 ] |

### Năm 1977
| Phim                | Đạo diễn             | Kịch bản                           | Sản xuất                   | Quốc gia | Chú          | Ref    |
| ------------------- | -------------------- | ---------------------------------- | -------------------------- | -------- | ------------ | ------ |
| Bài học nhớ đời     |                      |                                    | Điện ảnh Công an nhân dân  | Việt Nam |              |        |
| Bản danh sách mật   | Vũ Phạm Từ           | Hồng Lực, Kim Sơn, Tư Huyền        | Xưởng Phim truyện Việt Nam | Việt Nam | [ xiv ]      | [ 65 ] |
| Bức tường không xây | Nguyễn Khắc Lợi      | Vũ Lê Mai, Khắc Lợi, Dương Đình Bá | Xưởng Phim truyện Việt Nam | Việt Nam |              | [ 22 ] |
| Câu chuyện làng dừa | Bạch Diệp            | Bành Châu, Bạch Diệp               | Xưởng Phim truyện Việt Nam | Việt Nam |              | [ 66 ] |
| Chị Nhàn            | Huy Thành            | Đào Hồng Cẩm                       | Xưởng Phim truyện Việt Nam | Việt Nam |              | [ 67 ] |
| Chuyến xe bão táp   | Trần Vũ, Trần Phương | Bành Bảo                           | Xưởng Phim truyện Việt Nam | Việt Nam | [ xv ] [ q ] | [ 68 ] |
| Mối tình đầu        | Hải Ninh             | Hải Ninh                           | Xưởng Phim truyện Việt Nam | Việt Nam | [ s ] [ t ]  | [ 71 ] |
| Những đứa con       | Nguyễn Khánh Dư      | Vũ Lê Mai                          | Xưởng Phim truyện Việt Nam | Việt Nam |              | [ 47 ] |
| Phía bắc thủ đô     | Huy Thành            | Huy Thành                          | Xưởng Phim truyện Việt Nam | Việt Nam |              | [ 72 ] |
| Bình minh xôn xao   | Ngọc Trung, Long Vân | Đoàn Lê                            | Xưởng phim tổng hợp Tp.HCM | Việt Nam |              | [ 39 ] |
| Địa chỉ để lại      | Mai Lộc              | Mai Lộc, Huy Thành                 | Xưởng phim tổng hợp Tp.HCM | Việt Nam |              | [ 73 ] |
| Giữa hai làn nước   | Bùi Sơn Duân         | Trần Thanh Giao                    | Xưởng phim tổng hợp Tp.HCM | Việt Nam |              | [ 71 ] |
| Kỷ niệm vùng ven    | Lê Hoàng Hoa         | Chu Lai                            | Xưởng phim tổng hợp Tp.HCM | Việt Nam |              | [ 63 ] |

### Năm 1978
| Phim                      | Đạo diễn                 | Kịch bản                         | Sản xuất                     | Quốc gia | Chú         | Ref    |
| ------------------------- | ------------------------ | -------------------------------- | ---------------------------- | -------- | ----------- | ------ |
| Bản nhạc người tù         | Bùi Sơn Duân             | Nguyễn Nghiệp                    | Xưởng phim tổng hợp Tp.HCM   | Việt Nam |             | [ 74 ] |
| Cánh đồng mơ ước          | Lê Dân, Lâm Mộc Khôn     | Lê Văn Thảo                      | Xưởng phim tổng hợp Tp.HCM   | Việt Nam |             | [ 75 ] |
| Mùa gió chướng            | Nguyễn Hồng Sến          | Nguyễn Quang Sáng                | Xưởng phim tổng hợp Tp.HCM   | Việt Nam | [ s ]       | [ 76 ] |
| Những người bạn quanh tôi | Lâm Mộc Khôn             | Lưu Nghi                         | Xưởng phim tổng hợp Tp.HCM   | Việt Nam | [ J ]       | [ 77 ] |
| Tình đất Củ Chi           | Mai Lộc, Khôi Nguyên     | Lê Văn Duy                       | Xưởng phim tổng hợp Tp.HCM   | Việt Nam |             | [ 73 ] |
| Cách sống của tôi         | Nguyễn Đỗ Ngọc           | Lưu Nghiệp Quỳnh                 | Xưởng Phim truyện Việt Nam   | Việt Nam |             | [ 52 ] |
| Chom và Sa                | Phạm Kỳ Nam              | Cẩm Kỷ, Phạm Kỳ Nam              | Xưởng Phim truyện Việt Nam   | Việt Nam | [ J ] [ u ] | [ 78 ] |
| Khôn dại                  | Phạm Văn Khoa            | Duy Cường                        | Xưởng Phim truyện Việt Nam   | Việt Nam |             | [ 79 ] |
| Ngày mưa cuối năm         | Đặng Nhật Minh, Đức Hinh | Ngọc Lan, Đặng Nhật Minh         | Xưởng Phim truyện Việt Nam   | Việt Nam |             | [ 80 ] |
| Những người trên mặt sông | Nguyễn Xuân Chân         | Nguyễn Đình Chính, Xuân Chân     | Xưởng Phim truyện Việt Nam   | Việt Nam |             | [ 81 ] |
| Thái hậu Dương Vân Nga    | Phạm Văn Khoa            | Phạm Văn Khoa                    | Xưởng Phim truyện Việt Nam   | Việt Nam | [ K ]       | [ 82 ] |
| Tiếng gọi phía trước      | Long Vân                 | Phù Thăng                        | Xưởng Phim truyện Việt Nam   | Việt Nam | [ v ]       | [ 83 ] |
| Từ một cánh rừng          | Đức Hoàn                 | Xuân Thiều                       | Xưởng Phim truyện Việt Nam   | Việt Nam |             | [ 84 ] |
| Làm lại cuộc đời          | Ngọc Hiến, Hoàng Lê      | Thanh Cường, Ngọc Hiền, Hoàng Lê | Xưởng phim Nguyễn Đình Chiểu | Việt Nam | [ L ]       | [ 85 ] |

### Năm 1979
| Phim                    | Đạo diễn                 | Biên kịch                        | Sản xuất                     | Quốc gia | Chú         | Ref    |
| ----------------------- | ------------------------ | -------------------------------- | ---------------------------- | -------- | ----------- | ------ |
| Cánh đồng hoang         | Nguyễn Hồng Sến          | Nguyễn Quang Sáng                | Xưởng phim tổng hợp Tp.HCM   | Việt Nam | [ w ] [ x ] | [ 86 ] |
| Đám cưới chạy tang      | Lam Sơn                  | Xích Điểu                        | Xưởng phim tổng hợp Tp.HCM   | Việt Nam |             | [ 87 ] |
| Như thế là tội ác       | Huy Thành                | Huy Thành                        | Xưởng phim tổng hợp Tp.HCM   | Việt Nam |             | [ 88 ] |
| Trang giấy mới          | Lê Dân                   | Xuân Mai                         | Xưởng phim tổng hợp Tp.HCM   | Việt Nam |             | [ 39 ] |
| Cha và con              | Dương Đình Bá            | Đoàn Lê                          | Xưởng Phim truyện Việt Nam   | Việt Nam |             | [ 89 ] |
| Con chim biết chọn hạt  | Vũ Phạm Từ               | Vũ Phạm Từ                       | Xưởng Phim truyện Việt Nam   | Việt Nam |             | [ 90 ] |
| Mẹ vắng nhà             | Nguyễn Khánh Dư          | Nguyễn Khánh Dư                  | Xưởng Phim truyện Việt Nam   | Việt Nam | [ w ]       | [ 47 ] |
| Người bạn ấy            | Phạm Văn Khoa            | - Trần Kim Thành - Phạm Văn Khoa | Xưởng Phim truyện Việt Nam   | Việt Nam |             | [ 91 ] |
| Người chưa biết nói     | Bạch Diệp                | Bành Bảo                         | Xưởng Phim truyện Việt Nam   | Việt Nam | [ y ]       | [ 70 ] |
| Những con đường         | Nông Ích Đạt             | Đặng Ái                          | Xưởng Phim truyện Việt Nam   | Việt Nam |             | [ 92 ] |
| Những người đã gặp      | Trần Vũ, Trần Phương     | Bành Bảo                         | Xưởng Phim truyện Việt Nam   | Việt Nam | [ w ]       | [ 93 ] |
| Tội lỗi cuối cùng       | Trần Phương              | Trần Phương                      | Xưởng Phim truyện Việt Nam   | Việt Nam | [ s ]       | [ 94 ] |
| Tuổi thơ                | Nguyễn Xuân Chân         | - Dương Thu Hương - Xuân Chân    | Xưởng Phim truyện Việt Nam   | Việt Nam |             | [ 95 ] |
| Tự thú trước bình minh  | Phạm Kỳ Nam              | Nguyễn Khắc Phục                 | Xưởng Phim truyện Việt Nam   | Việt Nam |             | [ 96 ] |
| Tướng quân Phạm Ngũ Lão | Trần Hoạt, Phạm Văn Khoa | Hoài Giao                        | Xưởng Phim truyện Việt Nam   | Việt Nam | [ M ]       | [ 97 ] |
| Làng ven                | Nguyễn Ngọc Hiến         | Minh Khoa, Vũ Ngọc               | Xưởng phim Nguyễn Đình Chiểu | Việt Nam | [ z ]       | [ 98 ] |
| Hồ sơ một đám cưới      | Bùi Sơn Duân             |                                  |                              | Việt Nam |             | [ 99 ] |

## Phim hoạt hình/thiếu nhi

### Năm 1970
| Phim               | Đạo diễn     | Biên kịch                  | Họa sĩ          | Quay phim               | Nhạc sĩ           | Sản xuất | Chú                | Ref     |
| ------------------ | ------------ | -------------------------- | --------------- | ----------------------- | ----------------- | -------- | ------------------ | ------- |
| Ai làm việc tốt    | Nghiêm Dung  | - Hoàng Sùng - Nguyễn Xuân | Hữu Đức         | Thủy Hằng               | Trần Ngọc Xương   | XPHHVN   |                    | [ 100 ] |
| Em bé và lọ hoa    | Nghiêm Dung  | Văn Biển                   | Hữu Đức         | Thủy Hằng               | Hồ Bắc            | XPHHVN   | [ aa ] [ a ]       | [ 101 ] |
| Chuyện ông Gióng   | Ngô Mạnh Lân | Tô Hoài                    | Mai Long        | Trịnh Thị Cần, Hữu Hồng | Nguyễn Xuân Khoát | XPHHVN   | [ d ] [ ab ] [ N ] | [ 104 ] |
| Việc tốt hàng ngày | Xuân Phương  | Ngô Thông                  | Ngô Đình Chương |                         | Tô Vũ             | XPHHVN   |                    | [ 100 ] |

### Năm 1971
| Phim               | Đạo diễn                | Biên kịch              | Họa sĩ      | Quay phim               | Nhạc sĩ          | Sản xuất | Chú           | Ref     |
| ------------------ | ----------------------- | ---------------------- | ----------- | ----------------------- | ---------------- | -------- | ------------- | ------- |
| Kặm Phạ – Nàng Ngà | Hoàng Sùng, Nguyễn Tích | Ngô Thông, Nguyễn Xuân | Mai Long    | Trịnh Thị Cần, Hữu Hồng | Nguyễn Đình Phúc | XPHHVN   | [ d ] [ xvi ] | [ 105 ] |
| Em bé giỏi địa lý  | Nguyễn Yên              | Nguyễn Hoài Giang      | Phùng Phẩm  | Đào Thị Loan            |                  | XPHHVN   |               | [ 106 ] |
| Gà trống hoa mơ    | Hồ Quảng                | Vân Anh                | Phan Thị Hà | Nguyễn Thị Hằng         | Tô Hải           | XPHHVN   | [ f ]         | [ 107 ] |

### Năm 1972
| Phim                 | Đạo diễn         | Biên kịch       | Họa sĩ           | Nhạc sĩ           | Sản xuất | Chú         | Ref     |
| -------------------- | ---------------- | --------------- | ---------------- | ----------------- | -------- | ----------- | ------- |
| Bảng cửu chương      | Hoàng Thái       | Trần Ngọc Thanh | Hoàng Thái       | Tô Hải            | XPHHVN   |             | [ 108 ] |
| Ong, bướm và kiến    | Đỗ Trần Hiệt     | Nguyễn Kiên     | Phùng Phẩm       | Đàm Linh          | XPHHVN   |             | [ 109 ] |
| Lời đáng yêu nhất    | Ngô Mạnh Lân     | Văn Biển        | Nghiêm Hùng      | Đức Minh          | XPHHVN   | [ a ]       | [ 110 ] |
| Sơn Tinh – Thuỷ Tinh | Trương Qua       | Võ Quảng        | Mai Long         | Nguyễn Xuân Khoát |          | [ f ] [ O ] |         |
| Những hạt đỗ         | Nguyễn Đình Dũng |                 | Nguyễn Đình Dũng |                   |          |             |         |

### Năm 1973
| Phim                   | Đạo diễn         | Biên kịch                 | Họa sĩ           | Quay phim            | Nhạc sĩ         | Sản xuất | Chú    | Ref     |
| ---------------------- | ---------------- | ------------------------- | ---------------- | -------------------- | --------------- | -------- | ------ | ------- |
| Con khỉ lạc loài       | Hồ Quảng         | Trần Ngọc Thanh, Cao Thụy | Hồ Quảng         | Nguyễn Thị Hằng      | Ngô Huỳnh       | XPHHVN   | [ k ]  | [ 112 ] |
| Ếch xanh đi học        | Hữu Đức          | Nguyễn Kiên               | Hữu Đức          |                      | Nguyễn Văn Tý   | XPHHVN   |        | [ 113 ] |
| Lật đật và phồng phềnh | Đỗ Trần Hiệt     | Hoàng Nguyên Cát          | Phùng Phẩm       | Hữu Hồng, Viết Tuế   | Đàm Linh        | XPHHVN   |        | [ 109 ] |
| Rồng lửa Thăng Long    | Ngô Mạnh Lân     | Trọng Quang, Ngọc Phương  | Ngô Mạnh Lân     | Viết Tuế, Hồng Thanh | Nguyễn Đình Tấn | XPHHVN   |        | [ 114 ] |
| Vườn cây biết đi       | Ngô Đình Chương  |                           | Ngô Đình Chương  |                      |                 | XPHHVN   |        |         |
| Phục sát đất           | Nguyễn Yên       |                           |                  |                      |                 |          |        | [ 115 ] |
| Trận đấu còn tiếp diễn | Nguyễn Yên       |                           | Nguyễn Yên       |                      | Tô Hải          |          | [ ac ] | [ 115 ] |
| Trong vườn hoa         | Nguyễn Đình Dũng |                           | Nguyễn Đình Dũng |                      |                 |          |        |         |

### Năm 1974
| Phim                        | Đạo diễn               | Biên kịch            | Họa sĩ              | Quay phim | Nhạc sĩ  | Sản xuất | Chú             | Ref     |
| --------------------------- | ---------------------- | -------------------- | ------------------- | --------- | -------- | -------- | --------------- | ------- |
| Cá sấu ngứa răng            | Hoàng Thái             | Phong Thu            | Phùng Phẩm          | Viết Tuế  | Tô Hải   | XPHHVN   | [ i ]           | [ 116 ] |
| Chèo bẻo và diều hâu        | Thanh Long             | Phan Trọng Quang     | Thanh Long          |           | Đỗ Dũng  | XPHHVN   |                 | [ 113 ] |
| Đèn hoa chuối               | Đỗ Trần Hiệt           |                      |                     |           |          | XPHHVN   |                 | [ 106 ] |
| Lâu đài hạnh phúc           | Nghiêm Dung            | Văn Biển, Trương Qua | Mai Long, Thế Thiện |           | Đàm Linh | XPHHVN   | [ ac ] [ xvii ] | [ 101 ] |
| Mầm lá xanh                 | Hữu Hồng               | Trương Qua           | Mai Long            | Hữu Hồng  | Huy Phúc | XPHHVN   | [ ac ]          | [ 113 ] |
| Rừng hoa                    | Ngô Mạnh Lân           | Trần Ngọc Thanh      | Mai Long            |           |          | XPHHVN   | [ i ]           | [ 117 ] |
| Đống rác                    | Phùng Gia Phúc         |                      | Nguyễn Đình Dũng    |           |          |          |                 | [ 118 ] |
| Hai con dê                  | Nguyễn Đình Dũng       |                      | Nguyễn Đình Dũng    |           |          |          |                 | [ 119 ] |
| Tên khổng lồ và cây thần kỳ | Nguyễn Yên, Hoàng Sùng |                      |                     |           |          |          |                 | [ 115 ] |

### Năm 1975
| Phim                  | Đạo diễn         | Biên kịch | Họa sĩ              | Sản xuất | Chú   | Ref     |
| --------------------- | ---------------- | --------- | ------------------- | -------- | ----- | ------- |
| Tôm nhỏ và Hải Quỳ    | Nghiêm Dung      |           | Mai Long, Thế Thiện | XPHHVN   | [ p ] | [ 120 ] |
| Buôn người            | Nguyễn Yên       |           |                     |          |       |         |
| Di sản nhân đạo       | Nguyễn Yên       |           |                     |          |       |         |
| Búp bê tòng quân      | Lương Xuân Huy   |           |                     |          |       | [ 115 ] |
| Giờ vàng ngọc         | Lương Xuân Huy   |           |                     |          |       | [ 115 ] |
| Chống mê tín dị đoan  | Đặng Minh Hiền   |           | Đặng Minh Hiền      |          |       | [ 115 ] |
| Chú dê đen            | Vũ Dân Tân       |           | Nguyễn Đình Dũng    |          |       |         |
| Kết thúc một trò xiếc | Nguyễn Đình Dũng |           | Nguyễn Đình Dũng    |          |       |         |

### Năm 1976
| Phim                | Đạo diễn                 | Biên kịch                | Họa sĩ            | Nhạc sĩ         | Sản xuất | Chú             | Ref     |
| ------------------- | ------------------------ | ------------------------ | ----------------- | --------------- | -------- | --------------- | ------- |
| Bàn tay khổng lồ    | Ngô Mạnh Lân, Trương Qua | Nguyễn Tường, Trương Qua | Hữu Đức, Bùi Mạnh | Nguyễn Đình Tấn | XPHHVN   |                 | [ 106 ] |
| Cái bóng nổi giận   | Thanh Long               | Trần Ngọc Thanh          | Thanh Long        |                 | XPHHVN   |                 | [ 121 ] |
| Con kiến và hạt gạo | Hồ Quảng, Nghiêm Dung    | Nguyễn Thế Hội           | Phan Thị Hà       | Nguyễn Văn Tý   | XPHHVN   | [ q ]           | [ 120 ] |
| Giấc mơ bay         | Hữu Đức                  | Viết Linh                | Mai Long          | Hồng Đăng       | XPHHVN   | [ q ]           | [ 122 ] |
| Thạch Sanh          | Ngô Mạnh Lân             | Tô Hoài                  | Ngô Đình Chương   | Văn Cao         | XPHHVN   | [ p ] [ xviii ] | [ 123 ] |
| Yết Kiêu            | Hoàng Thái               | Lê Vân                   | Phùng Phẩm        | Tô Hải          | XPHHVN   |                 | [ 124 ] |
| Hành động mưu trí   | Thanh Long               | Trần Quang Hân           | Hồ Đắc Vũ         |                 | XPHCM    |                 | [ 125 ] |
| Bác gấu đen         |                          |                          |                   |                 |          |                 |         |
| Chàng ẩu            |                          |                          |                   |                 |          |                 |         |
| Đám cháy            |                          |                          | Nguyễn Đình Dũng  |                 |          |                 |         |
| Sau quầy hàng       |                          |                          | Nguyễn Đình Dũng  |                 |          |                 |         |

### Năm 1977
| Phim                | Đạo diễn          | Biên kịch      | Họa sĩ                      | Quay phim             | Nhạc sĩ     | Sản xuất | Chú          | Ref     |
| ------------------- | ----------------- | -------------- | --------------------------- | --------------------- | ----------- | -------- | ------------ | ------- |
| Anh bạn mũi dài     | Nghiêm Dung       | Lê Phi Hùng    | Đặng Hiền                   | Võ Thị Trọng          | Đàm Linh    | XPHHVN   | [ s ]        | [ 126 ] |
| Con cóc xấu xí      | Bảo Quang         | Như Mai        |                             |                       |             | XPHHVN   |              | [ 127 ] |
| Dễ thôi mà          | Hoàng Thái        | Phong Thu      | Nghiêm Hùng                 | Thủy Hằng             | Mạnh Thường | XPHHVN   | [ xix ]      | [ 121 ] |
| Đảo dưa             | Đỗ Trần Hiệt      | Hoài Giang     | Đỗ Như Nguyệt, Phan Thị Quý | Viết Tuế, Lê Đức Khôi | Đàm Linh    | XPHHVN   |              | [ 124 ] |
| Ông trạng thả diều  | Đinh Trang Nguyên | Hà Ân          | Tô Ngọc Thành               | Tường Thanh, Viết Tuế | Tô Vũ       | XPHHVN   | [ w ] [ ad ] | [ 128 ] |
| Cây chổi đẹp nhất   | Nguyễn Vi         | Trần Quang Hân | Lê Thanh, Lý Duy            |                       | Lư Nhất Vũ  | XPHCM    | [ q ]        | [ 129 ] |
| Mẹ bằng lòng        | Nguyễn Vi         |                |                             |                       |             | XPHCM    |              |         |
| Chú nghé và cây non | Kha Thùy Châu     | Trần Nhật Thu  | Lê Trường Đại               |                       |             | XPHCM    |              | [ 130 ] |
| Gia đình sáo        |                   |                |                             |                       |             |          |              |         |

### Năm 1978
| Phim                   | Đạo diễn                     | Biên kịch          | Họa sĩ        | Quay phim                    | Nhạc sĩ         | Sản xuất | Chú   | Ref     |
| ---------------------- | ---------------------------- | ------------------ | ------------- | ---------------------------- | --------------- | -------- | ----- | ------- |
| Bộ đồ nghề nổi giận    | Ngô Mạnh Lân, Phạm Minh Trí  | Trần Quan Hùng     | Thế Thiện     | Lê Đức Khôi, Nguyễn Thị Hằng | Nguyễn Đình Tấn | XPHHVN   | [ z ] | [ 131 ] |
| Chiếc bật lửa          | Nghiêm Dung                  | Trần Quý Thường    | Đặng Hiền     |                              | Đình Hùng       | XPHHVN   |       | [ 132 ] |
| Chuyện lạ đầm nước     | Đinh Trang Nguyên            | Nghiêm Đa Văn      | Phương Thảo   | Viết Thế                     | Văn Cao         | XPHHVN   |       | [ 133 ] |
| Chú bé và người máy    | Lê Thanh                     | Vũ Kim Dũng        | Bùi Mạnh Hùng | Viết Thế                     | Văn Ký          | XPHHVN   |       | [ 134 ] |
| Chú đinh ốc lang thang | Ngô Đình Chương              | Quản Tập           | Tô Ngọc Thành | Lê Đức Khôi, Phùng Thanh     | Hồng Đăng       | XPHHVN   |       | [ 133 ] |
| Giải nhất thuộc về ai  | Phạm Minh Trí                | Hoài Giang         | Thế Thiện     | Vũ Thị Trọng                 | Trọng Bằng      | XPHHVN   | [ s ] | [ 135 ] |
| Một cuộc thi tài       | Bảo Quang                    | Phạm Ngọc Toàn     | Phan Thị Hà   | Vũ Thị Trọng                 |                 | XPHHVN   |       | [ 136 ] |
| Mưa                    | Đặng Minh Hiền, Đỗ Trần Hiệt | Trần Quý Thường    | Nghiêm Hùng   |                              | Hồng Đăng       | XPHHVN   |       | [ 132 ] |
| Suối hoa               | Nguyễn Hữu Hồng              | Nguyễn Thị Mỵ      | Phùng Phẩm    | Thủy Hằng                    | Hồng Đăng       | XPHHVN   |       |         |
| Ba chú dê con          | Nguyễn Vi                    | Cửu Thọ, Nguyễn Vi | Phạm Văn Châu |                              | Y Vân           | XPHCM    | [ s ] | [ 137 ] |
| Bài học đáng nhớ       | Kha Thùy Châu                | Viết Linh          | Nguyễn Tài    |                              | Lư Nhất Vũ      | XPHCM    |       | [ 138 ] |
| Con heo đất            | Kha Thùy Châu                |                    |               |                              |                 | XPHCM    |       |         |
| Cốc và cò              | Hồ Đắc Vũ                    | Hương Vũ           | Nguyễn Tài    |                              | Nguyễn Văn Tý   | XPHCM    | [ z ] | [ 139 ] |
| Em bé và chiếc gương   | Trương Qua                   | Văn Biển           | Trương Qua    |                              |                 | XPHCM    | [ z ] | [ 130 ] |
| Gấu con biết lỗi       |                              | Nguyễn Anh Văn     |               |                              |                 | XPHCM    |       | [ 140 ] |

### Năm 1979
| Phim                            | Đạo diễn          | Biên kịch                 | Họa sĩ          | Quay phim              | Nhạc sĩ     | Sản xuất | Chú   | Ref     |
| ------------------------------- | ----------------- | ------------------------- | --------------- | ---------------------- | ----------- | -------- | ----- | ------- |
| Chim vàng và hạt đỗ             | Đỗ Trần Hiệt      | Hứa Văn Đinh              |                 |                        |             | XPHHVN   | [ z ] | [ 141 ] |
| Cún con làm nhiệm vụ            | Bảo Quang         | Hồ Quảng                  | Phan Thị Hà     | Võ Thị Trọng           |             | XPHHVN   | [ s ] | [ 142 ] |
| Chuyện ông Ích, ông Kỷ          | Nghiêm Dung       | Trần Quý Thường           | Vũ Hòa          |                        | Hoàng Vân   | XPHHVN   |       | [ 132 ] |
| Khi mèo không còn là mèo        | Đinh Trang Nguyên | Phùng Ty                  | Phương Thảo     | Viết Tuế               | Đình Tấn    | XPHHVN   |       | [ 133 ] |
| Những bông hoa thời gian        | Lê Thanh          | Nghiêm Đa Văn, Năng Cường | Bùi Hùng        | Viết Tuế               |             | XPHHVN   |       | [ 143 ] |
| Tiếng đàn kỳ diệu               | Hoàng Thái        | Nguyễn Xuân               | Phan Thị Quý    | Tường Thanh, Thiên Bảo | Văn Cao     | XPHHVN   |       |         |
| Thành phố tuỳ ý muốn            | Hữu Đức           | Vân Anh                   | Mai Long        | Nguyễn Thị Hằng        | Hồ Bắc      | XPHHVN   | [ s ] | [ 131 ] |
| Trước cửa nhà thỏ               | Hữu Hồng          |                           |                 |                        |             | XPHHVN   |       |         |
| Bạn thân yêu                    |                   |                           |                 |                        |             | XPHCM    |       |         |
| Chú nghé và cây non             |                   |                           |                 |                        |             | XPHCM    |       |         |
| Dòng sông Hơ Men                | Kha Thùy Châu     | Mai Thúc Luân             | Trương Kim Sang |                        | Ca Lê Thuần | XPHCM    |       | [ 144 ] |
| Đúng như vậy                    | Hồ Đắc Vũ         | Viết Linh                 | Trương Kim Sang |                        | Y Vân       | XPHCM    |       | [ 131 ] |
| Hiệp sĩ tí hon và chú công nhân | Nguyễn Vi         |                           |                 |                        |             | XPHCM    |       |         |
| Tai thỏ miệng ếch               | Nguyễn Vi         |                           | Bích Thủy       |                        |             | XPHCM    |       | [ 137 ] |
| Thung lũng hoa                  | Đặng Hiền         | Trần Ngọc Thanh           | Tô Ngọc Thành   |                        |             | XNPHHVN  |       | [ 145 ] |
| Ba cái rìu                      | Đặng Minh Hiền    |                           | Đặng Minh Hiền  |                        |             |          |       |         |

### Chuyển thể
1. ↑  Dựa trên truyện ngắn cùng tên của Nguyễn Quang Sáng
2. ↑  Phỏng theo tiểu thuyết cùng tên của tác giả Văn Quang.
3. ↑  Dựa theo tiểu thuyết cùng tên của nhà văn Bùi Hoàng Thư.
4. ↑  Chuyển thể từ tiểu thuyết cùng tên của nhà văn Nguyễn Thụy Long.
5. ↑  Phỏng theo tiểu thuyết cùng tên của tác giả Duyên Anh.
6. ↑  Chuyển thể từ vở kịch nói của tác giả Nguyễn Khắc Phục.
7. ↑  Dựa trên tiểu thuyết cùng tên của Lê Lựu.
8. ↑  Dựa theo tích của vở chèo "Quan âm Thị Kính".
9. ↑  Dựa trên tác phẩm "Đêm Nghe Tiếng Đại Bác" và cuốn "Giải khăn sô cho Huế" của nhà văn Nhã Ca.
10. ↑  Dựa theo tác phẩm "Cô hippy lạc loài" của tác giả Nhã Ca.
11. ↑  Dựa trên truyện cổ tích Tấm Cám.
12. ↑  Dựa theo tập 1 tiểu thuyết cùng tên của nhà văn Hữu Mai.
13. ↑  Phỏng theo tiểu thuyết "Bão biển" của tác giả Chu Văn.[59]
14. ↑  Phỏng theo vở kịch "Bản danh sách điệp viên" của Văn Báu.
15. ↑  Dựa theo một số truyện ngắn của nhà văn Nguyễn Hiểu Trường.
16. ↑  Dựa trên truyện cổ tích Lào.
17. ↑  Chuyển thể từ kịch "Chiếc vé tầu" của nhà văn Văn Biển.
18. ↑  Chuyển thể từ kịch "Tích tịch tình tang" của nhà văn Tô Hoài.
19. ↑  Dựa theo kịch bản văn học "Chú bé đóng bàn" của nhà văn Phong Thu.

### Giải thưởng
1. 1 2 3 4 5  Phim giành được Bằng khen tại LHPVN lần thứ 2.
2. ↑  Phim nhận được bằng khen của Hội Liên hiệp Phụ nữ Liên Xô tại LHP Moskva năm 1971 và bằng khen của Liên hoan Thanh niên Thế giới tại Berlin năm 1973.
3. ↑  Phim giành 3 giải thưởng Văn học nghệ thuật 1970 của Tổng thống Việt Nam Cộng hòa dành cho phim hay nhất, phim có kỹ thuật vững nhất và nữ diễn viên xuất sắc nhất.
4. 1 2 3 4  Phim giành được Bông sen vàng tại LHPVN lần thứ 2.
5. ↑  Phim giành giải nhất tại Liên hoan phim quốc tế Karlovy Vary (Tiệp Khắc) và Liên hoan phim quốc tế New Delhi (Ấn Độ).
6. 1 2 3 4  Phim giành được Bông sen bạc tại LHPVN lần thứ 2.
7. ↑  Phim giành được giải thưởng của Hội đồng Hòa bình Thế giới tại LHP Moskva năm 1973.
8. ↑  Phim giành được giải Kim Khánh năm 1973 cho Phim hay nhất và đạo diễn được ái mộ nhất.
9. 1 2 3 4  Phim giành được Bông sen bạc tại LHPVN lần thứ 3.
10. ↑  Phim giành 5 giải thưởng Văn học Nghệ thuật 1973 của Tổng thống Việt Nam Cộng hòa dành cho phim hay nhất, đạo diễn xuất sắc nhất, hình ảnh màu đẹp nhất. nữ diễn viên phụ xuất sắc nhất và thu thanh hay nhất.
11. 1 2 3  Phim giành được Bông sen vàng tại LHPVN lần thứ 3.
12. ↑  Phim giành giải đặc biệt tại LHP Karlovy Vary năm 1976.
13. ↑  Phim giành được Bằng khen tại LHP Moskva năm 1975.
14. ↑  Phim giành 3 giải thưởng Văn học Nghệ thuật 1974 của Tổng thống Việt Nam Cộng hòa dành cho phim hay nhất, đạo diễn xuất sắc nhất và phim có ý nghĩa giáo dục xã hội.
15. ↑  Phim giành được giải Kim Khánh năm 1974 cho Phim hay nhất.
16. 1 2 3 4 5 6  Phim giành được Bằng khen tại LHPVN lần thứ 4.
17. 1 2 3 4 5 6 7  Phim giành được Bông sen bạc tại LHPVN lần thứ 4.
18. ↑  Phim giành được Bông sen vàng tại LHPVN lần thứ 4.
19. 1 2 3 4 5 6 7 8  Phim giành được Bông sen bạc tại LHPVN lần thứ 5.
20. ↑  Phim giành giải Nhất của Tổ chức điện ảnh quốc tế của UNESCO tại LHP Karlovy Vary năm 1978,[69] và Huy chương bạc tại LHP Tân hiện thực ở Ý năm 1981.[70]
21. ↑  Phim giành giải Voi Bạc tại Liên hoan phim thiếu nhi quốc tế tổ chức tại Ấn Độ năm 1979, giải Bạc tại Liên hoan phim ba châu lục năm 1982.
22. ↑  Phim giành được Bằng khen tại LHP Moskva năm 1979.
23. 1 2 3 4  Phim giành được Bông sen vàng tại LHPVN lần thứ 5.
24. ↑  Phim giành Huy chương vàng tại LHP Moskva năm 1981.
25. ↑  Phim giành được giải đặc biệt của Ban giám khảo tại LHP Ả Rập và châu Á ở Damascus (Syria) năm 1979.
26. 1 2 3 4 5  Phim giành được Bằng khen tại LHPVN lần thứ 5.
27. ↑  Phim giành giải phim cảm động nhất tại LHP Moskva năm 1973.
28. ↑  Phim giành giải Bồ câu vàng tại LHP Leipzig (en) năm 1971.
29. 1 2 3  Phim giành được Bằng khen tại LHPVN lần thứ 3.
30. ↑  Phim giành được giải thưởng của Báo Sự thật Thiếu niên (Pionerskaia Pravda) tại LHP Moskva năm 1981.